# NPO 3FM
NPO 3FM est une station de radio néerlandaise créée le 11 octobre 1965, appartenant au groupe de service public de la Radiodiffusion publique des Pays-Bas. 
Son format musical représente une combinaison de la pop, le alternative, la rock, la dance, avec un accent sur la musique nouvelle et à venir. Elle peut être comparée au Oui FM en France, Tipik en Wallonie et BBC Radio 1 au Royaume-Uni.

## Histoire
Le 19 août 2014, 3FM devient « NPO 3FM » comme l'ensemble des radios du groupe Nederlandse Publieke Omroep,.

## Identité visuelle

Logo de NPO 3FM du 19 août 2014 au 27 mars 2017
Logo de NPO 3FM du 27 mars 2017 au 4 mai 2020
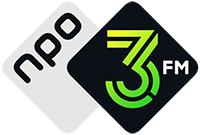
Logo de NPO 3FM depuis le 4 mai 2020

## Programmes
- Ekstra Weekend
- Mega Top 30